# Kardynałowie z nominacji Kaliksta III
Papież Kalikst III mianował dziewięciu kardynałów na dwóch konsystorzach:

## Konsystorz 20 lutego 1456

### Sekretne nominacje ogłoszone 17 września 1456
(1) 1. Luis Juan del Milà y Borja, siostrzeniec papieża, biskup Segorbe – kardynał prezbiter Ss. IV Coronati, zm. ok. 1510
(2) 2. Jaime z Portugalii, Infant Portugalii, administrator archidiecezji Lizbony – kardynał diakon S. Eustachio, zm. 27 sierpnia 1459
(3) 3. Rodrigo Borgia, siostrzeniec papieża, zakrystian Walencji, protonotariusz apostolski – kardynał diakon S. Nicola in Carcere, następnie kardynał biskup Albano (30 sierpnia 1471) i kardynał biskup Porto e Santa Rufina (24 lipca 1476), od 11 sierpnia 1492 papież Aleksander VI, zm. 18 sierpnia 1503

## Konsystorz 17 grudnia  1456
(4) 1. Rinaldo Piscicello, arcybiskup Neapolu – kardynał prezbiter S. Cecilia (tytuł nadany 21 marca 1457), zm. 4 lipca 1457
(5) 2. Juan de Mella, biskup Zamory – kardynał prezbiter S. Prisca (tytuł nadany 18 grudnia 1456), następnie kardynał prezbiter S. Lorenzo in Damaso (1465), zm. 12 października 1467
(6) 3. Giovanni Castiglione, biskup Pawii – kardynał prezbiter S. Clemente (tytuł nadany 9 marca 1457), zm. 14 kwietnia 1460
(7) 4. Enea Silvio Piccolomini, biskup Sieny – kardynał prezbiter S. Sabina (tytuł nadany 18 grudnia 1456), od 19 sierpnia 1458 Papież Pius II, zm. 14 sierpnia 1464
(8) 5. Giacomo Tebaldi, biskup Montefeltro – kardynał prezbiter S. Anastasia (tytuł nadany 24 stycznia 1457), zm. 4 września 1465
(9) 6. Richard Olivier de Longueil, biskup Coutances – kardynał prezbiter S. Eusebio (tytuł nadany 16 marca 1462), następnie kardynał biskup Porto e Santa Rufina (17 sierpnia 1470), zm. 19 sierpnia 1470